# Provinz Tomás Frías
Tomás Frías ist eine Provinz im nördlichen Teil des Departamento Potosí im Hochland des südamerikanischen Anden-Staates Bolivien. Die Provinz ist nach dem früheren Präsidenten (1872/73) Tomás Frías Ametller benannt. Hauptstadt der Provinz ist Potosí mit 174.973 Einwohnern. (2012)

## Lage
Die Provinz Tomás Frías ist eine von sechzehn Provinzen im Departamento Potosí. Sie erstreckt sich zwischen 19° 00' und 19° 50' südlicher Breite und zwischen 65° 32' und 66° 24' westlicher Länge. Sie grenzt im Nordwesten an das Departamento Oruro, im Südwesten an die Provinz Antonio Quijarro, im Süden an die Provinz José María Linares, im Osten an die Provinz Cornelio Saavedra, im Norden an die Provinz Chayanta.

## Bevölkerung
Die Einwohnerzahl der Provinz Tomás Frías ist in den vergangenen drei Jahrzehnten um etwa drei Viertel angestiegen:
| Jahr | Einwohner | Quelle       |
| ---- | --------- | ------------ |
| 1992 | 147 111   | Volkszählung |
| 2001 | 176 922   | Volkszählung |
| 2012 | 229 047   | Volkszählung |
| 2024 | 261 446   | Volkszählung |

## Gliederung
Die Provinz untergliedert sich seit der letzten Volkszählung von 2024 in die folgenden vier Verwaltungsbezirke (bolivianisch „Municipios“):
- 05-0101 Municipio Potosí – 218.336 Einwohner
- 05-0102 Municipio Tinguipaya – 28.829 Einwohner
- 05-0103 Municipio Yocalla – 11.119 Einwohner
- 05-0104 Municipio Urmiri – 3.162 Einwohner

## Ortschaften in der Provinz Tomás Frías
- Municipio Potosí
  - Potosí 174.973 Einw. – Huari Huari 915 Einw. – Karachipampa 798 Einw. – Chaquilla Alta 613 Einw. – Santiago de Ockoruro 477 Einw. – Jesús de Machaca 444 Einw. – Manquiri 420 Einw. – Agua Dulce 257 Einw. – Chiltera Grande 161 Einw. – La Esquina 157 Einw. – Tarapaya 96 Einw.

- Municipio Tinguipaya
  - Anthura 1164 Einw. – Jachacawa 646 Einw. – Tinguipaya 628 Einw. – Challa Mayu 152 Einw.

- Municipio Yocalla
  - San Antonio 605 Einw. – Yocalla 578 Einw. – Cayara 575 Einw. – Totora Pampa 556 Einw. – Totora D 471 Einw. – Santa Lucía 435 Einw. – Luquiapu (auch: Turqui) 406 Einw. – El Molino 356 Einw. – Yurac Ckasa 329 Einw. – Belén Pampa 324 Einw. – Cieneguillas 287 Einw.

- Municipio Urmiri
  - Urmiri 839 Einw. – Cahuayo 472 Einw. – Puitucu 324 Einw. – Vacuyo Andamarca 310 Einw.